# Ferenc Kardos
Dans le nom hongrois Kardos Ferenc, le nom de famille précède le prénom, mais cet article utilise l’ordre habituel en français Ferenc Kardos, où le prénom précède le nom.
Pour les articles homonymes, voir Kardos (homonymie).
Ferenc Kardos est un producteur, scénariste et réalisateur hongrois, né le 4 décembre 1937 à Galanta (Slovaquie) et décédé le 6 mars 1999 (à l'âge de 61 ans) à Budapest. Il a réalisé 23 films entre 1959 et 1997.

## Biographie
La formation initiale de Ferenc Kardos épouse celle de János Rózsa : études à l'École supérieure d'art dramatique et cinématographique (Színház- és Filmművészeti Főiskola) de Budapest, puis premiers travaux au Studio Béla Balázs. En collaboration avec Rózsa, il réalise ensuite Grimaces (1965), présenté au Festival de Cannes 1966, dans le cadre de la Semaine de la Critique. « Le film porte en germe à la fois la carrière de Rózsa, qui excelle à filmer les enfants et les adolescents, et celle de Kardos, plus sarcastique dans le meilleur de son œuvre. » (Jean-Pierre Jeancolas : L'Œil Hongrois, Quatre décennies de cinéma hongrois, Filmunió) Son premier film personnel, Jours de fête (Ünnepnapok), datant de 1967, se déroule dans un milieu ouvrier et sera remarqué au Festival de Mannheim. Mais son talent s'épanouit véritablement avec Une nuit de folie (Egy őrült éjszaka) en 1970, comédie acide, dont il écrit le scénario, et qui provoque le malaise d'une partie de la critique hongroise. En 1973, Petöfi '73 se situe dans la tendance d'après-68 en mettant en scène des lycéens répétant un spectacle sur la Révolution hongroise de 1848. Quelques années plus tard, Ferenc Kardos cherche à retrouver la veine ironique d' Une nuit de folie en réalisant L'Accent (1977), « coupe joviale et mordante dans la société hongroise. » (Jean-Pierre Jeancolas, op. cité)
Au cours des années 1980, Kardos accède à d'importantes responsabilités dans le processus de production du cinéma hongrois, en devenant responsable du Studio Objektiv, puis du Studio Budapest. il travaille aussi pour la télévision. Lors du Festival de Budapest 1990, le public découvre un film qu'il a réalisé l'année précédente, Truants (ou L'École buissonnière/Iskolakerülők), étude de cas sur le système éducatif hongrois : « (...) des enfants en manque de parents, des enseignants aux abois, un établissement qui croule. Il n'y a plus ni humour, ni sarcasme. Simplement quelque chose comme la tristesse. » (Jean-Pierre Jeancolas, op. cité)

## Filmographie partielle
- 1959 : Eszpresszóban
- 1961 : Ég és föld között
- 1963 : Miénk a világ!
- 1966 : Grimaces (Gyerekbetegségek), en coréalisation avec János Rózsa.
- 1967 : Jours de fête (Ünnepnapok)
- 1969 : Radnóti Miklós
- 1970 : Une nuit de folie (Egy őrült éjszaka)
- 1973 : Petöfi '73 (présenté au Festival de Cannes 1973)
- 1975 : Les Heiduques impétueux (Hajdúk)
- 1977 : L'Accent (Ékezet)
- 1978 : Pierre et Paul (Egyszeregy)
- 1983 : Les Bataillons célestes (Mennyei seregek)
- 1989 : Truants (Iskolakerülők)
- 1997 : A világ legkisebb alapítványa